# Stefano Evodio Assemani
Stefano Evodio Assemani (Trípoli, 15 de abril de 1707 – Roma, 24 de novembro de 1782) foi um bibliotecário, orientalista e arcebispo católico libanês naturalizado italiano.

## Biografia
Assemani veio de uma família bem conhecida de libaneses cristãos maronitas de Monte Líbano, que gerou vários eminentes orientalistas e eclesiásticos, neto de Giuseppe Simone Assemani, por parte de mãe, e primo de Giuseppe Luigi Assemani (filho de um irmão do pai) assim como o anterior estudou no Pontifício Colégio Maronita de Roma. Adotou o sobrenome materno Assemani, em continuidade com o do seu tio Giuseppe Simone, que o havia trazido a Roma quando Stefano era ainda criança, enquanto o sobrenome do seu pai 'Awwād, italianizado em "Evodio", foi utilizado por ele como o nome do meio.
Enviado da Congregação para a Evangelização dos Povos na Síria, Mesopotâmia e Egito, em 1735 participou no Líbano do sínodo da Igreja Maronita presidido por seu tio Giuseppe Simone. Sua experiência lhe valeu a nomeação como arcebispo titular de Apameia na Bitínia. Foi em seguida nomeado pelo Papa Clemente XII consultor para a Congregação do Concílio, e sucessivamente da Congregação dos Ritos.
De volta a Roma, trabalhou na Biblioteca Apostólica Vaticana como intérprete de línguas orientais, e ajudou seu tio na "Epítome de códices orientais". Foi encarregado de concluir, em Florença, o processo de canonização de São José de Calasanz, fundador da Ordem Religiosa das Escolas Pias (escolápios). Nessa ocasião, conheceu o Grão-Duque da Toscana, Gian Gastone de Médici, que o contratou para organizar o catálogo de códices de pergaminho medievais da Biblioteca Medicea Laurenziana, publicado em três volumes em 1743. Nesse período também, preparou um catálogo dos códices da Biblioteca Riccardiana. De volta a Roma, a pedido do cardeal Flavio Chigi, preparou o catálogo dos códices manuscritos da Biblioteca Chigiana. A seguir preparou o seu trabalho mais famoso, Martirum Orientalium et Occidentalium ex codd. Vaticanis eruta, que dedicou a João V de Portugal. Por ocasião da morte daquele rei (1750) teve a missão de escrever a oração fúnebre. Em 1768, após a morte de Giuseppe Simone Assemani, sucedeu-o na sua função de prefeito da Biblioteca Apostólica Vaticana.

## Obras
- Stefano Evodio Assemani. Bibliothecae Mediceae Laurentianae et Palatinae codicum mms. orientalium catalogus, Stephanus Evodius Assemanus, recensuit digessit notis illustravit Antonio Francisco Gorio curante. Florentiae: ex Typographio Albiziniano, 1742 (Florentiae: ex typographia Caietani Albizzini, 1743)
- Stefano Evodio Assemani. Laudatio in funere Friderici Augusti 3. regis Poloniae ducis Saxoniae S.R.I. principis electoris habita coram eminentissimis ac reverendissimis S.R.E. cardinalibus in aede sanctissimi Salvatoris in Lauro 8. Kal. Jun. an.1764. a Stephano Evodio Assemano archiepiscopo Apamaee. Romae: ex typographia Francisci Bizzarrini Komarek, provisoris librorum sanctae Romanae Ecclesiae in Bibliotheca Vaticana, 1764.
- Stefano Evodio Assemani. Delle lodi di Giovanni V re fedelissimo di Portogallo orazione recitata l'anno 1751 nella solenne adunanza degli arcadi tenuta nel Bosco Parrasio in morte del medesimo da Stefano Evodio Assemani, detto in Arcadia Libanio Biblio. In Roma: nella stamperia di Angelo Rotilj, e Filippo Bacchelli nella strada del Monte della Farina, 1750.
- Stefano Evodio Assemani. Sacrae et ecclesiasticae eruditionis amatoribus typographus. Romae prostare apud Nicolaum Brondium Bibliopolam in Foro Pasquini, ad signum S. Johannis de Deo. Dat. Romae XVII. Kalendas Septembres, anno 1747.